# محولة أبو حديج (الريف الغربي)
محولة أبو حديج (بالإنجليزية: Mohavvaleh-ye Abu Hadij)‏ هي منطقة سكنية تقع في إيران في قسم الريف الغربي الريفي. يقدر عدد سكانها بـ 144 نسمة .